# Milena Salcedo
Jannie Milena Salcedo Zambrano, née le 14 mai 1988 à Bogota, est une coureuse cycliste colombienne.

## Repères biographiques
Victime d'un AVC dans la nuit du 4 mars 2012, Milena Salcedo est déclarée perdue pour le cyclisme et le sport en général par les médecins. Après vingt jours d'hospitalisation, de mois de convalescence, où elle endure des séances biquotidiennes de physiothérapie exténuantes, elle revient sur les vélodromes en août. En décembre de la même année, Milena participe aux Juegos Nacionales Deportivos (es), où elle remporte trois titres nationaux. De son propre aveu, ces résultats furent une renaissance, elle pouvait de nouveau lutter pour la victoire, pour les titres.
Élève au "collège Margarita Bosco" de Bogota, Milena Salcedo obtient son baccalauréat en poursuivant ses études au collège "Manuela Ayala de Gaitán". Malgré des résultats scolaires très satisfaisants, considérée comme hyperactive, elle multiplie les pratiques sportives, s'essayant au football, au basket-ball, au volley-ball. Cependant pendant neuf ans, sa discipline de prédilection est le patinage. Salcedo fait partie des sélections de Bogota et de Colombie, mais elle ne compte pas parmi les meilleures. Après des Juegos Nacionales Deportivos 2004 insatisfaisant, elle songe à abandonner le pratique sportive. À la même époque, Milena est repéré par Luis Fernando Saldarriaga, alors directeur technique pour le cyclisme à Bogota. En échec dans le roller et bien qu'au début le sport cycliste ne lui plaise pas, elle s'y attache. Tant et si bien que deux ans plus tard aux championnats de Colombie 2006, elle gagne deux titres et intègre la sélection colombienne. Milena Salcedo abandonne alors ses études de technologie industrielle qu'elle poursuivait par correspondance. 
Avant son accident vasculaire, la native de Bogota pratiquait plutôt les épreuves de vitesse alors qu'après, elle se spécialise dans les épreuves de demi-fond. Milena y obtient ses meilleurs résultats. Ainsi en janvier 2014, elle termine deuxième de la course scratch de la manche de coupe du monde de Guadalajara. Et en décembre de la même année, elle remporte le scratch de la manche de coupe du monde de Londres, trente-trois mois après avoir failli perdre la vie.
En janvier 2015, elle déclarait que sa discipline de prédilection était l'omnium et qu'elle espérait pouvoir participer aux Jeux olympiques de Rio. Milena Salcedo devait accumuler des points dans les manches de coupe du monde 2015-2016 pour pouvoir se qualifier pour les mondiaux et ainsi pour les Jeux. N'obtenant qu'au mieux une quinzième place à la manche de Hong Kong, elle échoue sur son objectif. Salcedo profite de cette inactivité pour participer à une émission de téléréalité et d'aventure Desafío 2016 (es), inspirée de Survivor.
Début 2015, Milena Salcedo admirait Lance Armstrong pour avoir vaincu le cancer et obtenu tous ses titres, et ce malgré toutes les révélations. Elle ne se lassait pas de féliciter également María Luisa Calle, l'icône du cyclisme féminin colombien. Elle désirait se marier, avoir des enfants et économiser pour acheter un appartement, après avoir achever sa carrière cycliste.

## Palmarès sur piste

### Championnats du monde
- Cali 2014
  - 9e de la poursuite par équipes (avec Valentina Paniagua, Jessica Parra et Lorena Vargas) (éliminée au tour qualificatif)[3].
  - 11e de l'omnium[4].
  - 16e de la course scratch[5].
- Saint-Quentin-en-Yvelines 2015
  - 9e de la course scratch[6].

### Coupe du monde
- 2013-2014
  - 2e de l'omnium à Guadalajara[7].

### Championnats panaméricains
- Mexico 2013
  -  Médaillée d'argent de la poursuite par équipes (avec María Luisa Calle et Serika Gulumá).
  -  Médaillée d'argent de la course scratch.
  - Quatrième de l'omnium[8].
- Aguascalientes 2014
  - Quatrième de la poursuite par équipes (avec Diana Peñuela, Angie Guzmán et Andreina Rivera)[9].
  - Quatrième de l'omnium[10].
- Aguascalientes 2018
  - Quatrième de la course à l'américaine (avec Jessica Parra)[11].
  - 12e de la course scratch[12].

### Jeux d'Amérique centrale et des Caraïbes
- Veracruz 2014
  -  Médaillée d'argent de l'omnium.
  -  Médaillée de bronze de la poursuite par équipes (avec Valentina Paniagua, Lorena Vargas et Jessica Parra).
  - Quatrième de la course scratch[13].
- Barranquilla 2018
  -  Médaillée d'argent de la poursuite par équipes
  -  Médaillée de bronze de l'américaine

### Jeux sud-américains
- Medellín 2010
  -  Médaillée d'or de la vitesse par équipes (avec Diana García)
  -  Médaillée d'argent du 500 mètres
  -  Médaillée d'argent du keirin
  -  Médaillée d'argent de la vitesse individuelle
- Cochabamba 2018
  -  Médaillée d'or de la poursuite par équipes
  -  Médaillée d'or de la course à l'américaine

### Jeux bolivariens
- Trujillo 2013 (es)
  -  Médaillée d'argent de la poursuite par équipes (avec Jessica Parra, Lorena Vargas et María Luisa Calle).
  -  Médaillée d'argent de l'omnium.
- Santa Marta 2017
  -  Médaillée d'or de la poursuite par équipes (avec Camila Valbuena, Jessica Parra et Lorena Colmenares).
  -  Médaillée d'argent de la course scratch.

### Championnats de Colombie
- Barranquilla 2009
  -  Médaillée d'argent du 500 mètres[14].
  -  Médaillée d'argent de la vitesse individuelle[15].
  -  Médaillée d'argent de la vitesse par équipes (avec Sol Angie Roa)[16].
- Medellín 2010
  -  Médaillée d'argent du keirin[17].
  -  Médaillée d'argent de la vitesse par équipes (avec Yesenia Narváez)[18].
  -  Médaillée de bronze du 500 mètres[19].
- Bogota 2011
  -  Médaillée d'or de la course scratch[20].
  -  Médaillée d'argent du keirin[21].
  -  Médaillée d'argent de la vitesse par équipes (avec Paula Ossa)[22].
  -  Médaillée de bronze du 500 mètres[23].
  -  Médaillée de bronze de la vitesse individuelle[24].
- Juegos Nacionales Cali 2012
  -  Médaillée d'or de la vitesse par équipes des XIX Juegos Deportivos Nacionales (avec Paula Ossa)[25].
  -  Médaillée d'or de la course scratch des XIX Juegos Deportivos Nacionales[26].
  -  Médaillée d'or de l'omnium des XIX Juegos Deportivos Nacionales[27].
  -  Médaillée de bronze du 500 mètres des XIX Juegos Deportivos Nacionales[26].
- Medellín 2013
  -  Médaillée d'or de la poursuite par équipes (avec Jessica Parra, Angie Guzmán et Liliana Moreno)[28].
  -  Médaillée d'or de la course scratch[29].
  -  Médaillée d'or de l'omnium[30].
- Medellín 2014
  -  Médaillée d'or de la poursuite par équipes (avec Camila Valbuena, Laura Lozano et Angie Guzmán)[31].
  -  Médaillée d'or de l'omnium[32].
- Cali 2015
  -  Médaillée d'or de la poursuite par équipes (avec Jessica Parra, Camila Valbuena et Angie Guzmán)[33].
  -  Médaillée d'or de la course scratch[34].
  -  Médaillée d'or de l'omnium[35].
- Juegos Nacionales Cali 2015
  -  Médaillée d'or de la poursuite par équipes des XX Juegos Deportivos Nacionales (avec Jessica Parra, Laura Lozano et Camila Valbuena)[36].
  -  Médaillée d'or de la course scratch des XX Juegos Deportivos Nacionales[37].
  -  Médaillée d'argent de l'omnium des XX Juegos Deportivos Nacionales[38].
- Medellín 2016
  -  Médaillée d'or de la poursuite par équipes (avec Jessica Parra, Camila Valbuena et Tatiana Dueñas)[39].
  -  Médaillée de bronze de la course scratch[40].
- Cali 2017
  -  Médaillée d'or de la poursuite par équipes (avec Tatiana Dueñas, Jessica Parra et Camila Valbuena)[41].
  -  Médaillée d'or de la course à l'américaine (avec Jessica Parra)[42].
  -  Médaillée d'argent de la course scratch[43].
- Cali 2018
  -  Médaillée d'or de la poursuite par équipes (avec Lina Rojas, Tatiana Dueñas et Jessica Parra)[44].
  -  Médaillée d'or de la course à l'américaine (avec Jessica Parra)[45].
  -  Médaillée d'argent de la course scratch[46].
- Juegos Nacionales Cali 2019
  -  Médaillée d'or de la poursuite par équipes des XXI Juegos Deportivos Nacionales (avec Camila Valbuena, Jessica Parra et Lina Rojas)[47].
  -  Médaillée d'or de la course scratch des XXI Juegos Deportivos Nacionales[48].
- Cali 2022
  -  Médaillée de bronze de la poursuite par équipes (avec Camila Sánchez, Laura García et Lorena Villamizar)[49].
- Juegos Nacionales Eje Cafetero 2023
  -  Médaillée de bronze de la poursuite par équipes des XXII Juegos Deportivos Nacionales (avec Lorena Villamizar, Camila Sánchez et Laura García)[50].
- Medellín 2024
  -  Médaillée d'argent de la poursuite par équipes (avec Lorena Villamizar, Camila Sánchez, Paula Barrios et Nicoll García)[51].

### Autres compétitions
- Coupe du monde 2014-2015
  - 1re de la course scratch à Londres[52].

## Palmarès sur route

### Par année
- 2018
  - 2e du championnat de Colombie sur route
- 2019
  - 1re étape du Tour de Colombie
- 2021
  - 2e et 5e étapes du Tour du Guatemala
- 2025
  - 3e étape du Tour du Guatemala

### Classements mondiaux
| Année                                 | 2018 | 2019 | 2020 | 2021 |
| ------------------------------------- | ---- | ---- | ---- | ---- |
| Classement UCI                        | 666e | 301e | 583e | 608e |
|                                       |      |      |      |      |
| Légende : nc = non classéSource : UCI |      |      |      |      |